# Безкисневі кислоти
Безкисневі кислоти, бінарні кислоти або гідрациди — це молекулярні сполуки, в яких водень зв'язаний з іншим неметалічним елементом. Це відрізняє їх від інших типів кислот з більш ніж двома складовими елементами. Зауважте, що «бінарна» природа безкисневих кислот визначається не кількістю атомів у молекулі, а скоріше кількістю елементів, які вона містить. Наприклад, сульфідну кислоту називають бінарною кислотою, хоча її формула H2S.
Приклади бінарних кислот:
- HF
- H2S[1][2]
- HCl
- HBr
- HI
- HAt
- HN3[2]

Для певної бінарної кислоти, де елемент X зв'язаний з H, її міцність залежить від сольватації вихідної кислоти, енергії зв'язку між H і X, енергії спорідненості до електрона X та енергії сольватації X. Спостережувані тенденції кислотності корелюють з енергією зв'язку: чим слабший зв'язок H-X, тим сильніша кислота. Наприклад, існує слабкий зв'язок між воднем і йодом в йодидній кислоті, що робить її дуже сильною кислотою.
Бінарні кислоти часто протиставляють кисневмісним кислотам, які містять кисень та інші сполуки. Однак інші категорії кислот залишаються широко вживаними, включаючи карбонові кислоти. Крім того, існують підкатегорії бінарних кислот, такі як галогеноводневі кислоти, які є бінарними кислотами, де X є одним із галогенів.